# Hannover Mustangs
Der Hannover Mustangs e. V. ist ein deutscher Floorball-Verein mit Sitz in der niedersächsischen Landeshauptstadt Hannover.

## Geschichte
Der Verein ging aus einer Mannschaft der International School Hannover heraus und gründete sich im Jahr 2017 und startete dann in der Verbandsliga. Am Ende der Regionalliga Nordwest Saison 2018/19 platzierte sich die Mannschaft mit 42 Punkten und damit weitem Abstand auf dem ersten Platz der Tabelle. Danach meldete sich der Verein auch für die Aufstiegsrelegation an. Da sich jedoch kein weiterer Verein als Gegner in der Region Nord/West meldete, durfte die Mannschaft direkt ohne vorherige Qualifikation aufsteigen.
Zur Saison 2019/20 trat der Verein somit erstmals in der 2. Bundesliga an und belegte dort am Ende der Saison mit 12 Punkten den fünften Platz der Staffel Nord-West. Im Pokal dieser Saison setzen sich die Hannoveraner mit 18:2 in der 1. Runde der Gruppe Nord gegen den FBC Potsdam durch. Ebenfalls ein Sieg gelang dann in der 2. Runde mit einem 2:24 gegen die zweite Mannschaft der Baltic Storms. Erst in der dritten Runde war dann gegen die ETV Piranhas Hamburg nach einer 2:15-Niederlage Schluss. Ebenfalls in der Saison 2019/20 stieg noch die zweite Mannschaft der Mustangs in den Spielbetrieb der Regionalliga ein.
Bei der Kleinfeldmeisterschaft 2019 qualifizierte sich der Verein für die Gruppe A schied dort mit 5 Punkten jedoch bereits in der Vorrunde aus. Von 2022 bis 2024 wurde der Verein drei Mal in Folge Vizemeister (9:10 gegen die Schakale Schkeuditz, 4:10 gegen TSV Tollwut Ebersgöns und 6:16 gegen die Floorball Turtles Berlin).